# Frank Weston Benson
Pour les articles homonymes, voir Benson.
Ne doit pas être confondu avec Frank W. Benson, homme politique américain.
Frank Weston Benson, également connu comme Frank W. Benson, né le 24 mars 1862 à Salem (Massachusetts) et mort le 15 novembre 1951 dans la même ville, est un peintre, aquarelliste et graveur impressionniste américain. Membre des Ten American Painters, il est connu pour ses aquarelles et ses eaux-fortes d'oiseaux sauvages.

## Carrière
En 1880 il étudie les arts plastiques à la School of the museum of fine arts à Boston avec Otto Grundmann et en 1883 part en France pour suivre les cours de l'Académie Julian. Il commence sa carrière de peintre en fixant sur la toile des portraits de famille de la haute société et des peintures murales pour la bibliothèque du Congrès. Il devient professeur et administrateur à la School of the museum of fine arts, membre de l'Académie américaine des arts et des lettres et de la Guilde of Boston artists.

## Galerie

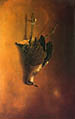
rail
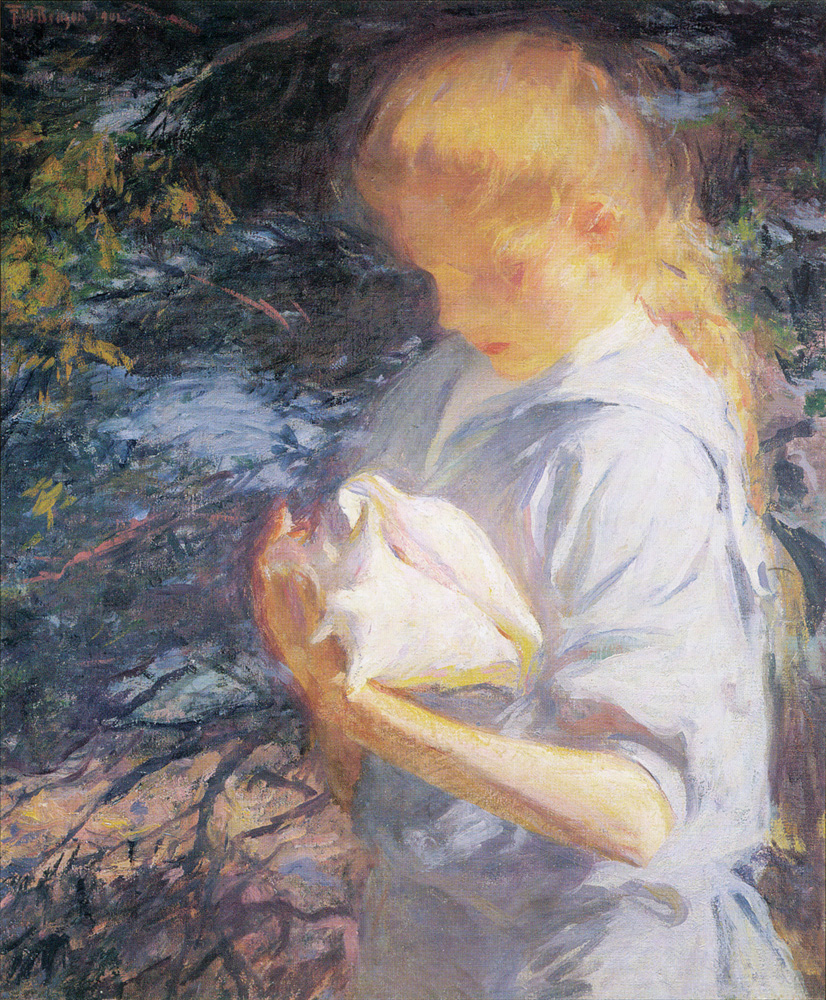
eleanor holding a shell
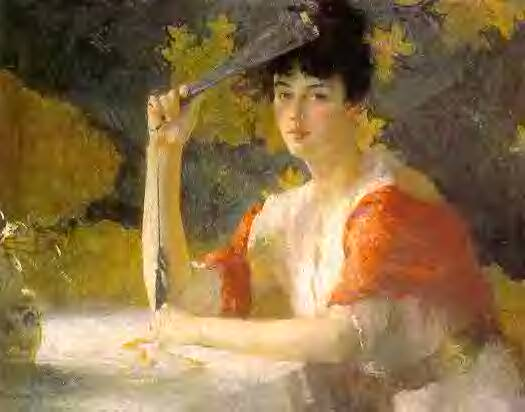
red and gold
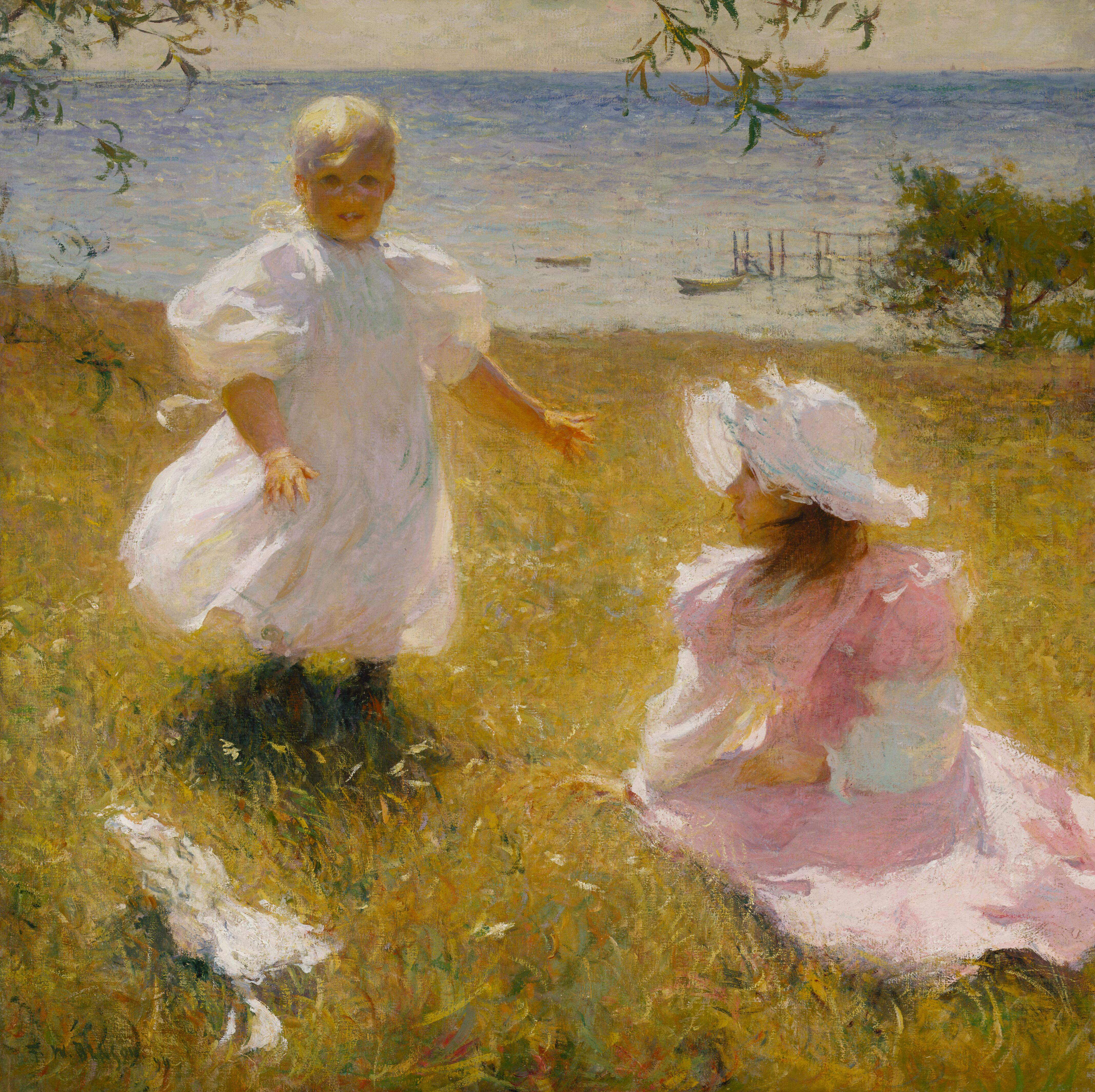
the sisters
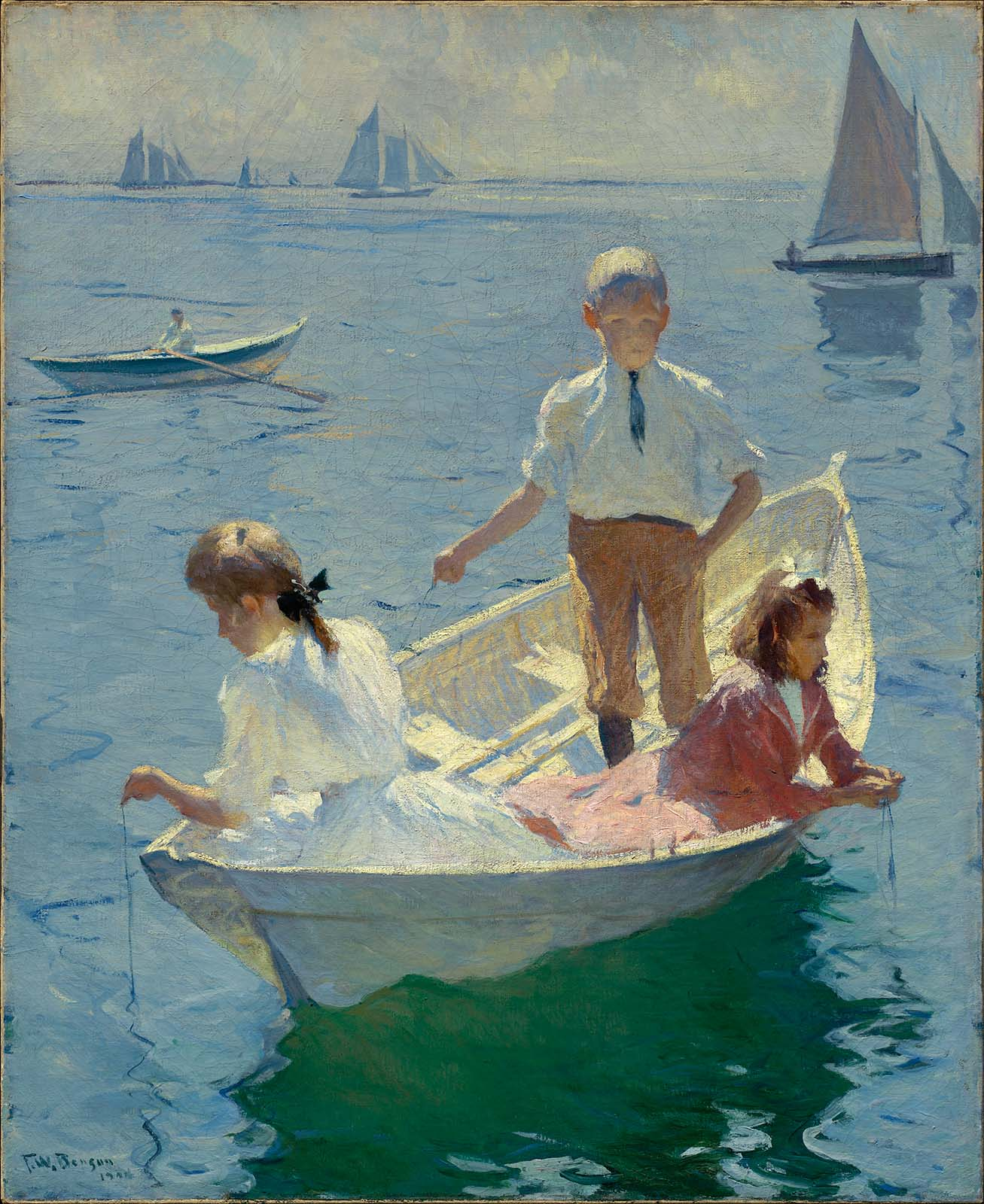
calm morning
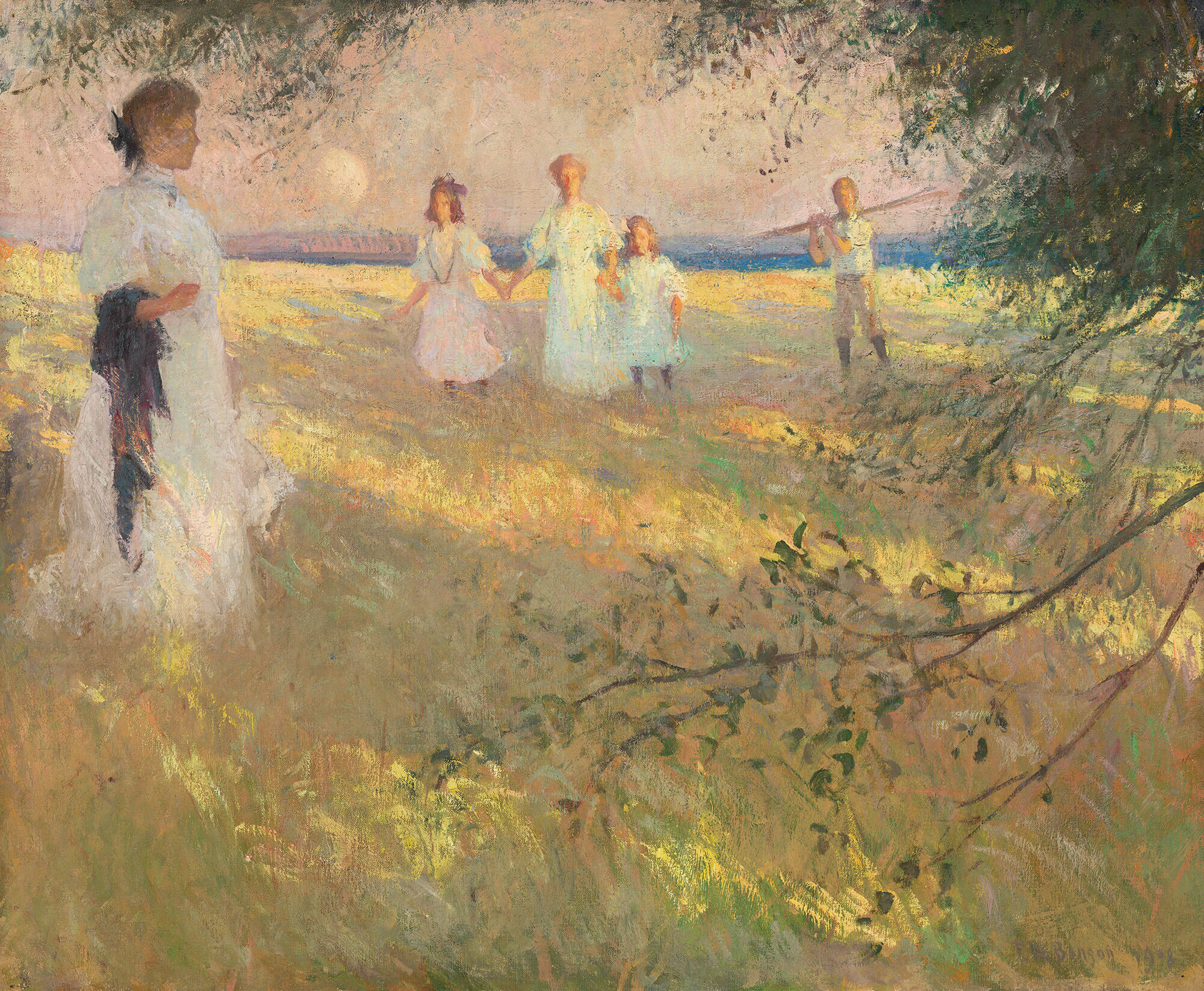
Camp